# Redykajny (Olsztyn)
Redykajny (niem. Redigkainen) – osiedle (jednostka pomocnicza gminy), będące częścią oficjalnego podziału administracyjnego Olsztyna, położone w północno-zachodniej części miasta, nad jeziorem Redykajny. Na jego terenie znajdują się również jeziora Żbik i Podkówka. Osiedle zaczęło się rozwijać od połowy lat 90. Obecnie zabudowane jest głównie przez domki jednorodzinne i szeregowe.

## Granice osiedla
- od wschodu: granica przebiega po rzece Łynie w kierunku południowym, następnie załamuje się w kierunku południowo-zachodnim i biegnie wzdłuż drogi gruntowej (łączącej ul. Leśną z ul. Narcyzowa), dalej przebiega w kierunku południowym po naturalnych granicach przez  tereny  rolne  i  leśne  do   linii  kolejowej (na wysokości ul. Wędkarskiej 8) i graniczy z zachodnią stroną osiedla Nad Jeziorem Długim.
- od południa: granica przebiega wzdłuż linii kolejowej Olsztyn-Morąg od miejsca naprzeciwko ul. Wędkarskiej 8 do granicy z osiedlem Gutkowo.
- od zachodu: od torów kolejowych w kierunku północnym po granicy obrębu ewidencyjnego nr 154 do jeziora Redykajny i dalej wschodnim brzegiem jeziora Redykajny do granicy miasta Olsztyna i graniczy ze wschodnią stroną osiedla Gutkowo.
- od północy: granicę stanowi granica miasta Olsztyna.

## Ważniejsze obiekty
- Wydział Teologii Uniwersytetu Warmińsko-Mazurskiego
- Wyższe Seminarium Duchowne Metropolii Warmińskiej Hosianum
- zakład poligraficzny
- stadnina koni
- Oczyszczalnia Ścieków Łyna
- Kościół pw. Św. Arnolda

## Komunikacja
- Komunikacja miejska

Na terenie osiedla znajduje się obecnie jedna pętla autobusowa. Przez teren osiedla przebiegają trasy dwóch linii dziennych : 101 i 127 (do końca 2015 jako linie nr 1 i 27).